# D-Generation X

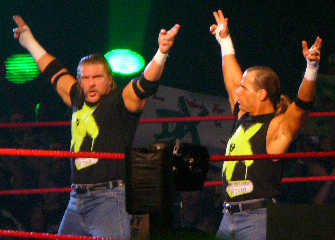
D-Generation X在WWE Raw

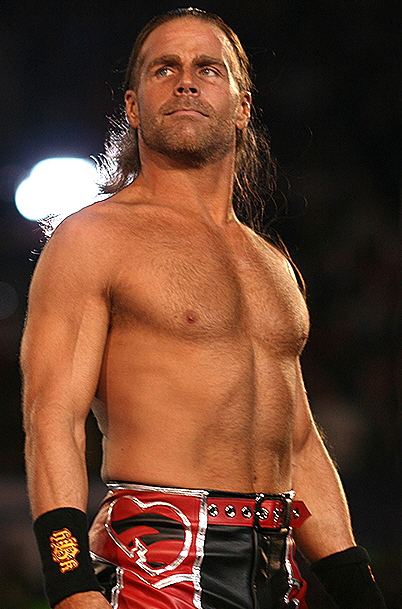
尚恩·麥可

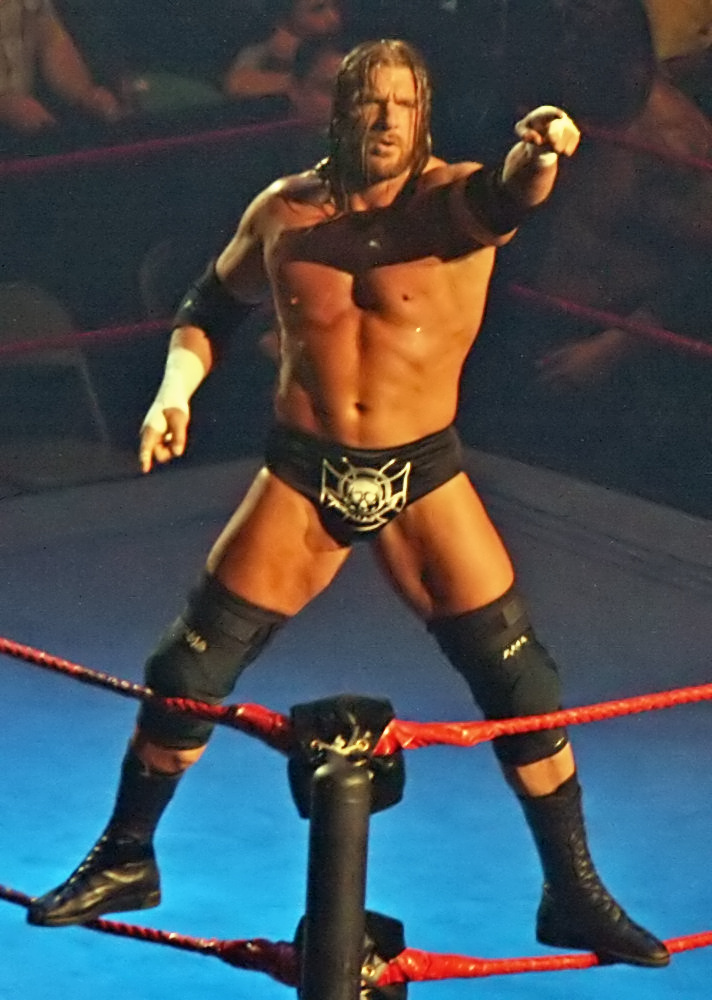
Triple H

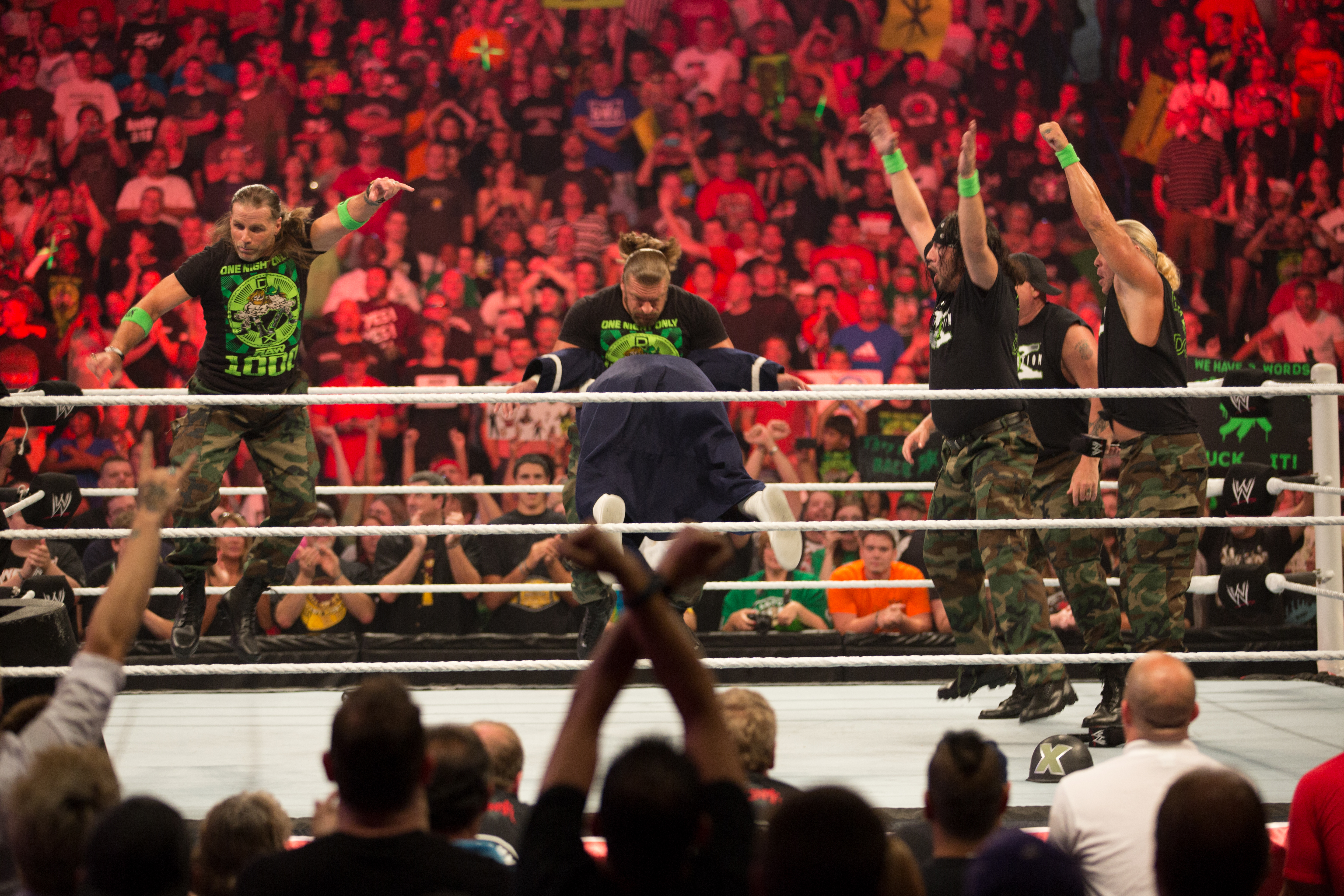
D-Generation X不理會戴密恩·山鐸阻撓他們在WWE Raw 1000上的聚會

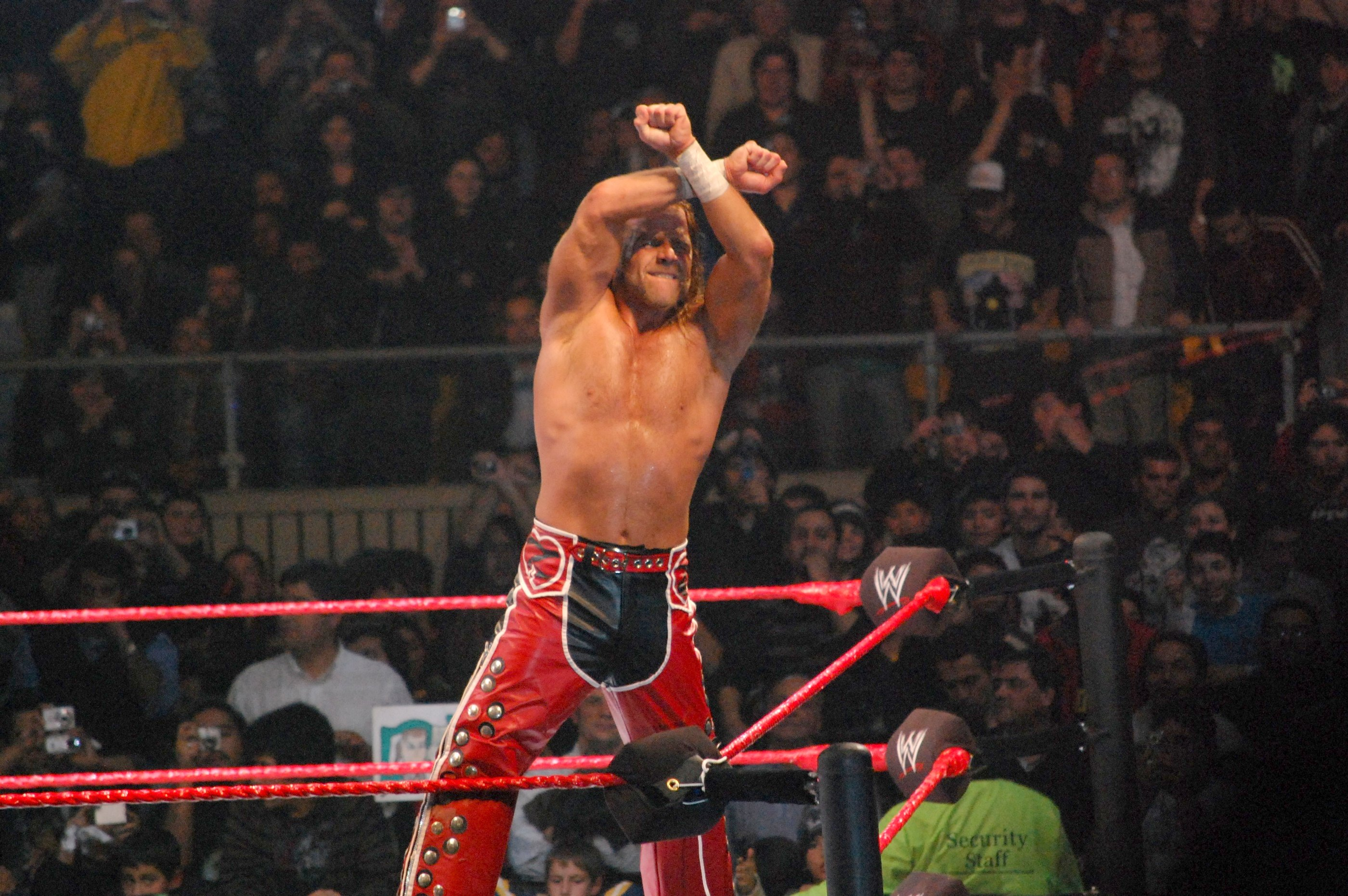
尚恩·麥可做出代表D-Generation X的"X"姿勢

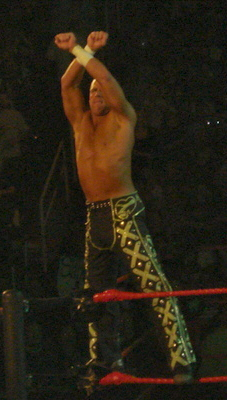
尚恩·麥可做出代表D-Generation X的"X"姿勢

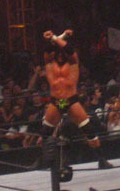
Triple H做出代表D-Generation X的"X"姿勢

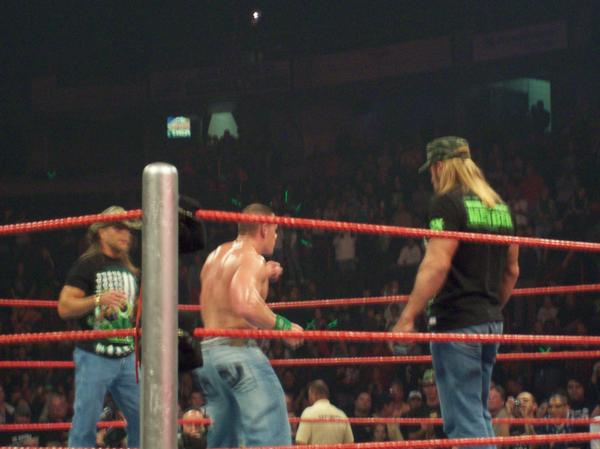
D-Generation X與約翰·希南

D-Generation X （早期名稱為Degeneration X，簡稱為DX或是D-X） 是一個職業摔角團隊，效力於世界娛樂摔角旗下，是世界娛樂摔角史上最受歡迎的摔角團隊之一，目前主要於WWE Raw節目中活躍。D-Generation X成立於1997年，初期形象是一群玩世不恭的叛亂份子，到處挑釁他人。
在D-Generation X的摔角事業中，他曾是五次的WWE冠軍（Triple H四次，尚恩·麥可一次）、五次的WWE歐洲冠軍（Triple H兩次，X-Pac兩次，尚恩·麥可一次）、二次的WWE硬蕊冠軍（洛德·道格一次，比利·剛恩一次）、二次的WWE洲際冠軍冠軍（Triple H一次，洛德·道格一次）、一次的WWE雙打冠軍（Triple H和尚恩·麥可）、及六次的世界雙打冠軍 (WWE) （洛德·道格和比利·剛恩五次，Triple H和尚恩·麥可一次）。

D-Generation X最初的核心成員是尚恩·麥可、Triple H、Rick Rude、Chyna等人，期間經歷了多次成員替換。2000年時，D-Generation X解散，之後數年觀眾們一直有要求D-Generation X重組的呼聲，2002年時，D-Generation X曾經一度差一點重組，但是劇情的設定讓這個團隊重組失敗。直到2006年6月，D-Generation X才由尚恩·麥可與Triple H正式重組，但在2007年因為Triple H突然受傷，D-Generation X再度沉寂。2009年8月，尚恩·麥可與Triple H再度以雙打團隊的姿態讓D-Generation X重回螢光幕前，不久後他們也奪下了WWE統一雙打冠軍。

## 外部連結
- WWE的DX官方網站（页面存档备份，存于）
- D-Generation X (1997) 成員資料（页面存档备份，存于）
- D-Generation X Army 成員資料（页面存档备份，存于）
- D-Generation X (2006) 成員資料（页面存档备份，存于）